# Château d'Andlau
Pour les articles homonymes, voir Andlau (homonymie).
Ne doit pas être confondu avec Château d'Andelot.
Le château d'Andlau (Haut-Andlau ; allemand Hohandlau) se situe dans la commune française d'Andlau, dans le département du Bas-Rhin.
Les vestiges du château font l’objet d’un classement au titre des monuments historiques depuis juin 1926.

## Historique
Construit sur une étroite barre granitique, à 451 mètres d'altitude, le Haut-Andlau domine les vallées d'Andlau et de la Kirneck. Le constructeur du château en bloc granitique est très certainement Eberhard d'Andlau entre 1246 et 1264. En 1678, après le rattachement de l'Alsace à la France, il est pillé par les troupes du maréchal de Créquy. Le château reste aux mains des comtes d'Andlau jusqu'à la Révolution française et sert ensuite de résidence à un forestier garde-chasse au service de la famille. Il est le dernier château vosgien habité jusqu’à la Révolution.
Il est vendu en 1796 à un commerçant qui, à partir de 1806, démantèle le château pour vendre les matériaux dans l'indifférence générale. En 1818, le comte Antoine-Henri d'Andlau rachète la ruine et la sauve de la destruction,. Des travaux de consolidation sont entrepris en 1859. Le château est classé monument historique en 1926 et est consolidé en 1927-1928 par une campagne de restauration lancée à l'initiative du Club vosgien. Il appartient toujours à la famille d'Andlau.
En 1998, un morceau de l'enceinte tombe montrant la fragilité du site et son état avancé de délabrement. Guillaume d'Andlau crée en 2000 l'association des Amis du château d'Andlau pour fédérer les volontés.
Sous son impulsion l'association mène plusieurs campagnes de travaux. Des chantiers d'insertion sont également organisés depuis 2005. Le château devient le centre de multiples activités tournant notamment autour de l'art contemporain et la formation. Le château est désigné en 2019 comme le site du Bas-Rhin pour bénéficier de l'aide du loto du patrimoine.

## Description
Le château s'étage sur deux niveaux. La partie haute est bâtie sur une étroite arête d'environ vingt-cinq mètres de largeur et quatre-vingt mètres de longueur orientée du sud-sud-est au nord-nord-ouest. Elle est constituée par un long logis d'habitation à trois niveaux flanqué et surmonté à chaque extrémité d’une tour quasi circulaire d'environ dix mètres de diamètre. Le niveau le plus bas est percé d'archères et les deux supérieurs sont éclairés par de nombreuses fenêtres. Le château est bâti d'un seul tenant, seule la basse-cour ayant connu des transformations au XVIe siècle. Comme pour le château du Spesbourg voisin, le matériau utilisé est le granite extrait sur place. À l'est, une forte pente de la montagne lui sert de défense naturelle alors que sur les autres côtés, un large et profond fossé taillé dans le roc l'isole et le protège.

## Galerie

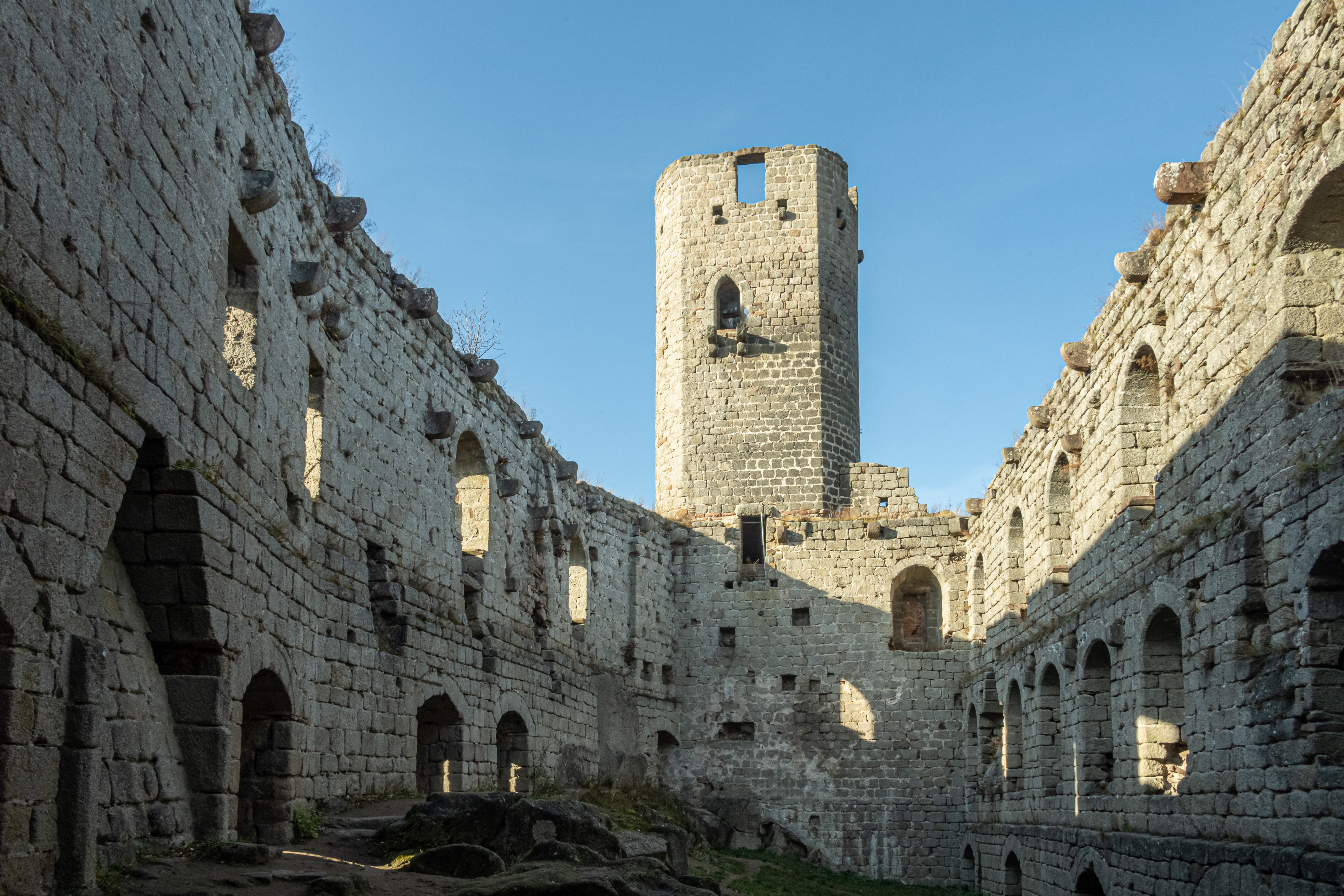
Cour intérieure.
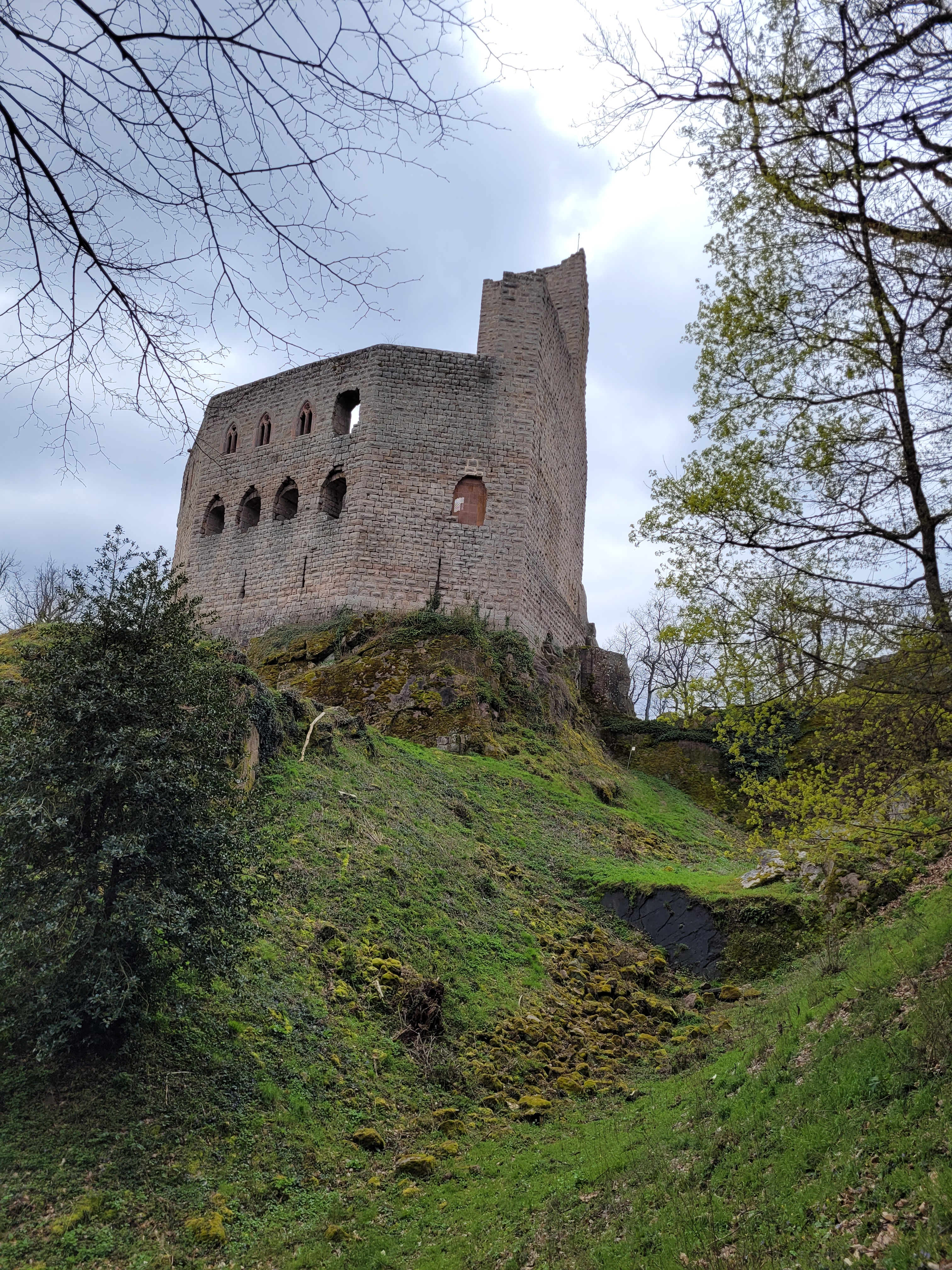
Vue du château d'Andlau à partir de la montée.